# Мусса Діакіте (футболіст, 2003)
Мусса Діакіте (фр. Moussa Diakité, нар. 4 листопада 2003, Бамако) — малійський футболіст, півзахисник іспанського клубу «Кадіс».
Виступав за олімпійську збірну Малі.

## Клубна кар'єра
Народився 4 листопада 2003 року в Бамако. Вихованець футбольної школи «Етуаль Манде».
2022 року перебрався до Іспанії, уклавши контракт із «Кадісом». Захищав кольори другої команди клубу на рівні четвертого за силою іспанського дивізіону.
Свою першу гру за головну команду «Кадіса» на рівні Ла-Ліга провів по ходу сезону 2023/24.

## Виступи за збірну
2024 року включений до заявки олімпійської збірної Малі для участі у футбольному турнірі на тогорічних Олімпійських іграх у Парижі.

## Статистика виступів

### Статистика клубних виступів
Станом на 24 липня 2024
| Сезон             | Команда           | Чемпіонат         | Чемпіонат | Чемпіонат | Національний кубок | Національний кубок | Національний кубок | Континентальні кубки | Континентальні кубки | Континентальні кубки | Інші змагання | Інші змагання | Інші змагання | Усього | Усього | Усього |
| Сезон             | Команда           | Ліга              | Ігор      | Голів     | Ліга               | Ігор               | Голів              | Ліга                 | Ігор                 | Голів                | Ліга          | Ігор          | Голів         | Ігор   | Голів  |        |
| ----------------- | ----------------- | ----------------- | --------- | --------- | ------------------ | ------------------ | ------------------ | -------------------- | -------------------- | -------------------- | ------------- | ------------- | ------------- | ------ | ------ | ------ |
| 2021–22           | «Кадіс Б»         | СФ                | 1         | 0         |                    | -                  | -                  |                      | -                    | -                    |               | -             | -             | 1      | 0      |        |
| 2022–23           | «Кадіс Б»         | СФ                | 29        | 0         |                    | -                  | -                  |                      | -                    | -                    |               | -             | -             | 29     | 0      |        |
| 2023–24           | «Кадіс Б»         | СФ                | 30        | 0         |                    | -                  | -                  |                      | -                    | -                    |               | -             | -             | 30     | 0      |        |
| 2023–24           | «Кадіс»           | ПД                | 1         | 0         | КІ                 | 1                  | 0                  |                      | -                    | -                    |               | -             | -             | 2      | 0      |        |
| Усього за кар'єру | Усього за кар'єру | Усього за кар'єру | 61        | 0         |                    | 2                  | 0                  |                      | -                    | -                    |               | -             | -             | 63     | 0      |        |